# 佩尼亞普列塔峰
43°01′19″N 4°43′51″W / 43.02194°N 4.73083°W

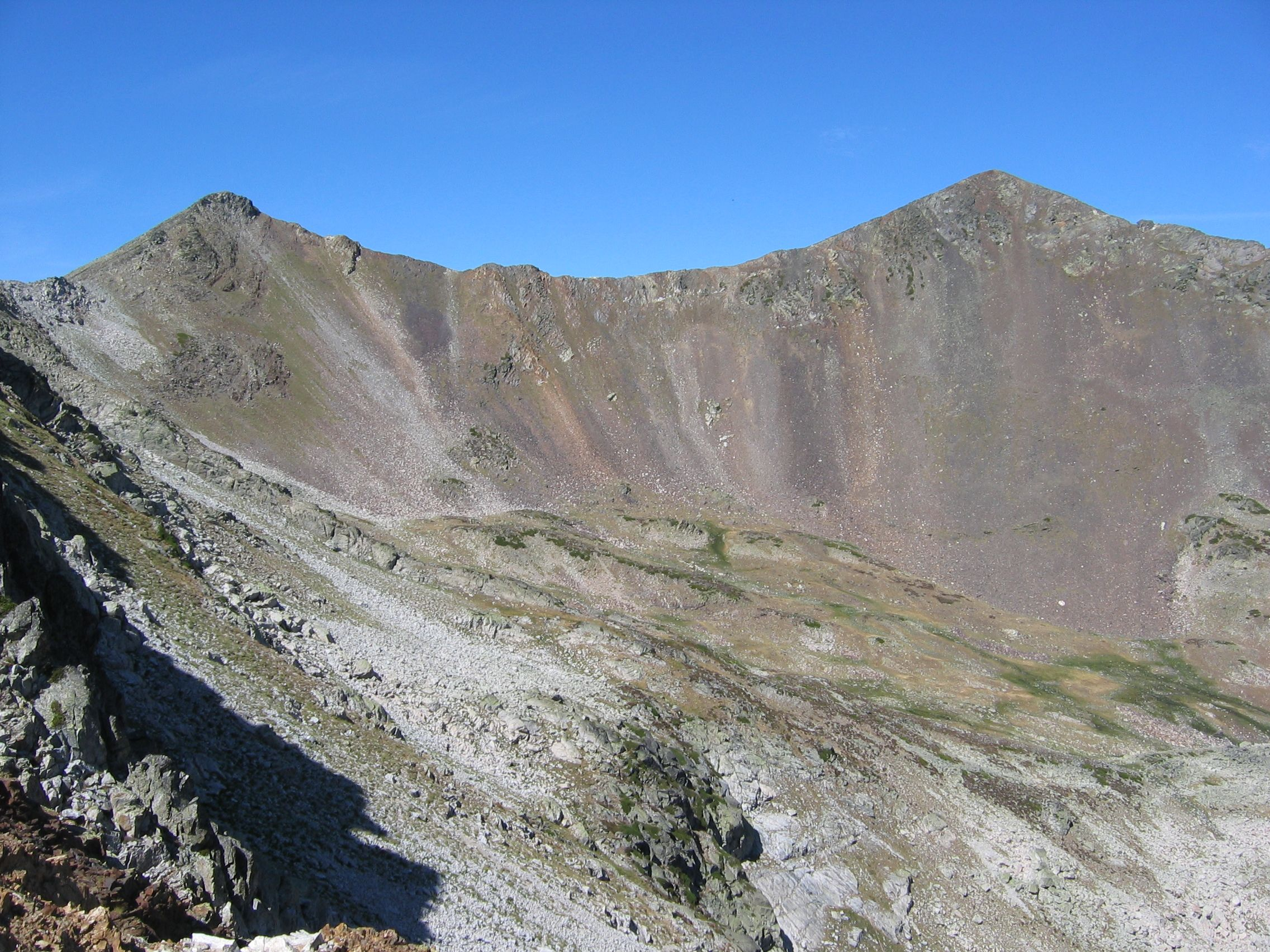

佩尼亞普列塔峰（西班牙語：Peña Prieta），是西班牙的山峰，橫跨坎塔布里亞和帕倫西亞省，位於歐羅巴山附近，屬於坎塔布連山脈中富恩特斯卡里奧納斯山脈的一部分，海拔高度2,538米。